# Чистые Пруды (Ростовская область)
Чи́стые Пруды́ — посёлок в Морозовском районе Ростовской области.
Входит в состав Знаменского сельского поселения.

## История
В 1987 году указом Президиума Верховного Совета РСФСР посёлку третьего Чертковского отделения совхоза «Россия» присвоено наименование Чистые Пруды.

## Население
| 2010 |
| ---- |
| 60   |

## Улицы
В посёлке имеется одна улица — Чистопрудная.